# Сатупаїтеа
Сатупаїтеа (самоан. Satupa'itea) — адміністративний округ Самоа. Населення - 5304 осіб  (2011). Складається з двох територій на острові Саваї. Загальна площа - 127 км². Адміністративний центр - Гаутаваї.
Верховний вождь округу носить титул Тонумаіпеа.